# 동경 34도
동경 34도(東經34度)는 본초 자오선에서 동쪽으로 34도 떨어진 경선이다. 북극점에서 시작하여 북극해, 유럽, 터키, 아프리카, 인도양, 남극해, 남극을 거쳐 남극점에 이른다.
동경 34도는 서경 146도와 이어져 지구의 둘레를 이룬다.
북극점에서 남극점까지 동경 34도선은 다음 지역을 지나간다.
| 좌표                                                  | 나라, 지역, 해역 | 주석                                                               |
| ----------------------------------------------------- | ---------------- | ------------------------------------------------------------------ |
| 북위 90° 0′ 동경 34° 0′  / 북위 90.000° 동경 34.000°  | 북극해           |                                                                    |
| 북위 80° 16′ 동경 34° 0′  / 북위 80.267° 동경 34.000° | 바렌츠해         | 노르웨이의 영토인 스발바르 제도, 크비퇴위아섬의 동쪽 해역을 통과함 |
| 북위 69° 21′ 동경 34° 0′  / 북위 69.350° 동경 34.000° | 러시아           |                                                                    |
| 북위 66° 41′ 동경 34° 0′  / 북위 66.683° 동경 34.000° | 백해             | 칸달락샤만                                                         |
| 북위 66° 13′ 동경 34° 0′  / 북위 66.217° 동경 34.000° | 러시아           |                                                                    |
| 북위 52° 12′ 동경 34° 0′  / 북위 52.200° 동경 34.000° | 우크라이나       |                                                                    |
| 북위 44° 24′ 동경 34° 0′  / 북위 44.400° 동경 34.000° | 흑해             |                                                                    |
| 북위 41° 59′ 동경 34° 0′  / 북위 41.983° 동경 34.000° | 튀르키예         |                                                                    |
| 북위 36° 16′ 동경 34° 0′  / 북위 36.267° 동경 34.000° | 지중해           |                                                                    |
| 북위 35° 27′ 동경 34° 0′  / 북위 35.450° 동경 34.000° | 키프로스         | 북키프로스의 영토인 카르파스반도                                   |
| 북위 35° 19′ 동경 34° 0′  / 북위 35.317° 동경 34.000° | 지중해           |                                                                    |
| 북위 35° 4′ 동경 34° 0′  / 북위 35.067° 동경 34.000°  | 키프로스         |                                                                    |
| 북위 34° 59′ 동경 34° 0′  / 북위 34.983° 동경 34.000° | 지중해           |                                                                    |
| 북위 31° 12′ 동경 34° 0′  / 북위 31.200° 동경 34.000° | 이집트           | 시나이반도                                                         |
| 북위 27° 53′ 동경 34° 0′  / 북위 27.883° 동경 34.000° | 홍해             |                                                                    |
| 북위 27° 31′ 동경 34° 0′  / 북위 27.517° 동경 34.000° | 이집트           | 샤드완섬                                                           |
| 북위 27° 28′ 동경 34° 0′  / 북위 27.467° 동경 34.000° | 홍해             |                                                                    |
| 북위 26° 52′ 동경 34° 0′  / 북위 26.867° 동경 34.000° | 이집트           |                                                                    |
| 북위 22° 0′ 동경 34° 0′  / 북위 22.000° 동경 34.000°  | 비르 타윌        | 어느 국가도 영유권 주장을 하지 않음                                |
| 북위 21° 46′ 동경 34° 0′  / 북위 21.767° 동경 34.000° | 수단             |                                                                    |
| 북위 8° 30′ 동경 34° 0′  / 북위 8.500° 동경 34.000°   | 에티오피아       |                                                                    |
| 북위 7° 24′ 동경 34° 0′  / 북위 7.400° 동경 34.000°   | 수단             |                                                                    |
| 북위 4° 13′ 동경 34° 0′  / 북위 4.217° 동경 34.000°   | 케냐             | 케냐 극동부 지역 경계선의 1km 정도                                 |
| 북위 4° 13′ 동경 34° 0′  / 북위 4.217° 동경 34.000°   | 우간다           |                                                                    |
| 북위 0° 14′ 동경 34° 0′  / 북위 0.233° 동경 34.000°   | 케냐             |                                                                    |
| 북위 0° 0′ 동경 34° 0′  / 북위 0.000° 동경 34.000°    | 빅토리아호       |                                                                    |
| 남위 0° 26′ 동경 34° 0′  / 남위 0.433° 동경 34.000°   | 케냐             | 음팡가노섬                                                         |
| 남위 0° 29′ 동경 34° 0′  / 남위 0.483° 동경 34.000°   | 빅토리아호       |                                                                    |
| 남위 1° 6′ 동경 34° 0′  / 남위 1.100° 동경 34.000°    | 탄자니아         |                                                                    |
| 남위 9° 30′ 동경 34° 0′  / 남위 9.500° 동경 34.000°   | 말라위 호수      |                                                                    |
| 남위 10° 3′ 동경 34° 0′  / 남위 10.050° 동경 34.000°  | 말라위           |                                                                    |
| 남위 14° 29′ 동경 34° 0′  / 남위 14.483° 동경 34.000° | 모잠비크         |                                                                    |
| 남위 25° 1′ 동경 34° 0′  / 남위 25.017° 동경 34.000°  | 인도양           |                                                                    |
| 남위 60° 0′ 동경 34° 0′  / 남위 60.000° 동경 34.000°  | 남극해           |                                                                    |
| 남위 68° 36′ 동경 34° 0′  / 남위 68.600° 동경 34.000° | 남극             | 퀸모드랜드, 노르웨이가 영유권을 주장한다.                          |

## 같이 보기
- 동경 33도
- 동경 35도